# James Bruce
James Bruce de Kinnaird (14 de desembre de 1730, Kinnaird, Stirlingshire, Baixa Escòcia - 27 d'abril 1794) va ser un explorador i geògraf escocès.
Va estudiar al col·legi de Harrow, on va realitzar treballs en llengües clàssiques, i després va completar els seus estudis a la Universitat d'Edimburg. Es va casar en 1753 amb Adriane Allan, morta a l'octubre de 1754, nou mesos després del matrimoni.
El 1758, amb la defunció del seu pare, hereta el títol nobiliari de Kinnaird.
Viatger incansable, va estar més de dotze anys a la recerca de les naixents del Nil Blau. Per la seva capacitat lingüística va ser nomenat cònsol britànic a Alger, el que li va servir per visitar països africans com Abissínia (actual Etiòpia), de la qual es va emportar un antic exemplar del Kebra Negast i el Llibre d'Enoc. Temps després, aquests dos manuscrits van ser donats a la biblioteca Bodleiana d'Oxford.
Al llibre La recerca del Sant Greal de Graham Hancock es deixa entendre que el veritable motiu de James Bruce per visitar Etiòpia era investigar sobre si realment si els etíops tenien l'Arca de l'Aliança, que interessava a l'Orde dels Maçons Escocesos.

## Biografies
- Major (després Sir) Francis Head (1830), The Life of Bruce, the African traveller, London.
- Sir Robert Lambert Playfair (1877), Travels in the Footsteps of Bruce in Algeria and Tunis. London: Kegan Paul. Inclou una selecció dels seus dibuixos. Publicat per primera vegada.
- J. M. Reid (1968), Traveller Extraordinary: The Life of James Bruce of Kinnaird New York, Norton.
- Miles Bredin (2001) The Pale Abyssinian: a life of James Bruce, African explorer and adventurer, Flamingo.

## Llibres publicats
- Travels to Discover the Source of the Nile, In the Years 1768, 1769,1770, 1771, 1772 and 1773. Cinc volums, G.G.J. i J. Robinson, Londres, 1790.
- Travels, ed. Alexander Murray. Set volums, Londres: 1805 i 1813.
- Bruce, James, Travels. Abridged edition. Horizon Press, Nova York, 1964.